# Eucalyptus johnstonii
Eucalyptus johnstonii är en myrtenväxtart som beskrevs av Joseph Henry Maiden. Eucalyptus johnstonii ingår i släktet Eucalyptus och familjen myrtenväxter. Inga underarter finns listade i Catalogue of Life.